# Полуденная (Пермский район)
Полуденная  — деревня в Пермском районе Пермского края. Входит в состав Юго-Камского сельского поселения.

## Географическое положение
Расположена на берегах реки Юг при впадении в неё реки Полуденная, примерно в 4,5 км к востоку от административного центра поселения, посёлка Юго-Камский.

## Население
| 2010 |
| ---- |
| 68   |

## Улицы[2]
- 1-й пер.
- 2-й пер.
- Еловая ул.
- Мичуринская ул.
- Московская ул.
- Новосельская ул.
- Озёрная ул.
- Подлесная ул.
- Северинская ул.
- Слободская ул.

## Топографические карты
- Лист карты O-40-76 Юго-камский. Масштаб: 1 : 100 000. Состояние местности на 1983 год. Издание 1984 г.